# NGC 6663
NGC 6663 é uma galáxia espiral (Sc) localizada na direcção da constelação de Lyra. Possui uma declinação de +40° 02' 57" e uma ascensão recta de 18 horas, 33 minutos e 33,7 segundos.
A galáxia NGC 6663 foi descoberta em 29 de Maio de 1887 por Edward D. Swift.